# Jan Biela
Jan Biela (ur. 6 czerwca 1952 w Myślenicach) – mgr nauk chemicznych, inżynier, poeta i rzeźbiarz.

## Życiorys
Ukończył Liceum Ogólnokształcące im. Tadeusza Kościuszki w Myślenicach oraz Wydział Chemiczny Politechniki Krakowskiej. Jest autorem wynalazku, nr patentu U.Pat. R.P. 156668 Jako poeta debiutował w "ITD." w 1977r. Autor  licznych publikacji - wierszy i recenzji  w prasie codziennej i w czasopismach m.in.: "Czas Krakowski", "Gazeta Wyborcza", "Nowe Książki", "Życie Literackie", "Miesięcznik Literacki", "Kultura", "Radar", "Nowy Wyraz", "Tygodnik Kulturalny", "Poezja", "Gość Niedzielny", "Tygodnik Powszechny", "Przegląd Powszechny", "Więź". Jest poetą wyróżnionym w trzeciej edycji Warszawskiego Konkursu Poetyckiego im. x. Józefa Baki, Wielokrotnie nagradzany w konkursach literackich m.in. w Starachowicach "Konkurs im. Leopolda Staffa". Okazjonalnie wykonuje prace rzeźbiarskie w drewnie. Mieszka w Myślenicach.

## Twórczość (literacka)
O poezji Jana Bieli Wojciech Wencel pisał: "…W swoich konceptualnych wierszach, niekiedy nawiązujących do polskich lingwistów, odsłania wartość tradycyjnej metafizyki, która jest dziś kwestionowana zarówno przez spadkobierców Oświecenia, jak i zwolenników dekonstrukcji…."

## Nagrody i  wyróżnienia w ogólnopolskich konkursach literackich
1. Konkurs "O Jaszczurowy Laur" – Kraków 1978.
2. II "Krakowska Wiosna Poetycka" – Kraków 1979.
3. VIII Ogólnopolski Konkurs Poetycki "Jesienna Chryzantema" – Płock 1982.
4. XI "Warszawska Jesień Poezji" – Warszawa 1984.
5. XXVI "Łódzka Wiosna Poetów" – Łódź 1984
6. VII konkurs "O Nagrodę Milowego Słupa" – Konin 1985.
7. Konkurs "O Laur Dębu Wolności" -  Tarnów-Żabno 1986.
8. Konkurs "O Laur Iławy" – Iława 1986
9. Konkurs poetycki z okazji 70-lecia niepodległości – Kraków-N.Huta 1988
10. XXX "Łódzka Wiosna Poetów" – Łódź 1988
11. Konkurs na "Wiersz o Krakowie"  Dworek Białoprądnicki – Kraków 1990
12. Konkurs na "Wiersz o tematyce górskiej" – Zakopane: 1994, 1998,1999, 1984, 2012
13. Konkurs "Dać Świadectwo" Śródmiejski Dom Kultury – Kraków 1994, 1995,1996
14. "Konkurs Poezji Religijnej" im. Ks. Józefa Tischnera – Ludźmierz: 1998, 2000, 2009, 2014, 2016
15. VII konkurs prozy i poezji „O Złoty Kałamarz” – Kraków 2000
16. Konkurs poetycki "Słucham Słowa" – Kęty 2000
17. III edycja Konkurs Poetycki im x. J. Baki na tomik poetycki – Warszawa 2001.
18. Konkurs poetycki - XIV Nadnyskie Spotkanie Literackie – Wrocław 2005
19. "Ogólnopolski Konkurs Poetycki i Eseistyczny" w ramach II Forum Kultury "Wiara i Kultura” – wyróżnienie w kategorii "esej" – Poznań 2006
20. X Ogólnopolski Konkurs Literacki im. L, Staffa  na tomik poezji – Starachowice 2007
21. XVI Ogólnopolski Konkurs Poetycki im. W. Olszewskiego - Bełchatów 2009
22. Konkurs literacki - II Edycja Małopolska Nagroda Poetycka "ŹRÓDŁO" - III nagroda - Tarnów 2018

## Publikacje książkowe
- "A duch wieje kędy chce" – almanach poezji religijnej: Lublin 2000,
- "Po słowie" – wiersze, wyd. Biblioteka Frondy – Warszawa 2002,
- "Dać Świadectwo" - almanach poezji, Ś.O.K. Kraków,
- "Bliżej Nieskończonego": "Portret Boga. Witraż w europejskiej nawie Kościoła" (esej) Wyd. i Ks. Św. Wojciecha – Poznań 2006,
- "Grawitacja" - wiersze, wyd. Drukarnia "Rafael" - Kraków 2018.